# Albion-klassen
Albion-klassen er et såkaldt LPD (Landing Platform Dock). Klassen består af de nyeste amfibieskibe i Royal Navy. Der er to skibe i klassen HMS Albion (L14) og HMS Bulwark (L15), som blev bestilt i 1996 under programmet LPD(R) – Landing Platform Dock (Replacement) for at erstatte den aldrende Fearless-klasse. Begge skibe blev bygget af BAE Systems Marine på det tidligere Vickers Shipbuilding and Engineering Ltd-værft i Barrow-in-Furness. Albion indgik i flådens tal den 19. juni 2003 og Bulwark den 12 juli 2004.
Klassens to skibe gør Royal Navy i stand til at landsætte større militære enheder ved hjælp af skibets fire landgangsfartøjer der hver især er i stand at fragte en Challenger 2 kampvogn eller ethvert andet køretøj British Armed Forces benytter. Skibene medbringer under normale omstændigheder 305 marineinfanterister, men er i stand til at medbringe 710 i kortere perioder. Vogndækkene har kapacitet til seks Challenger 2 kampvogne, seks L118 105 mm haubitser samt op til 67 forskellige køretøjer og påhængsvogne. Skibene er ikke udstyret med en hangar men er udrustet med et 64 meter langt landingsdæk, der er i stand til at modtage en Chinook helikopter eller to Merlin HC3 samtidig. Hvert skib er udstyret med en Hippo Beach Armoured Recovery Vehicle til at støtte landgangsoperationer. En Hippo er en kombination af en Leopard 1A5 og en traktor. Hippo'en har en trækkeevne på 250.000 Newton, kan arbejde på vanddyber på op til 2,95 meter og er i stand til at trække fartøjer på op til 50 tons op på stranden eller et 240 tons landgangsfartøj væk fra stranden.
Klassen har adskillige fordele over sin forgænger, Fearless-klassen, og op til 60 procent af skibenes moderne udstyr var ikke tidligere benyttet i Royal Navy før skibenes tilgang. Det topmoderne O-rum er udstyret med 72 elektroniske arbejdsstationer til en "maritim/amfibisk stabscelle". Klassen var også det første britiske overfladeskib der var udstyret med et elektrisk fremdrivningssystem, hvilket også bevirkede at maskinpersonellet kunne reduceres med 40 procent.

## Skibe i klassen
| Pnt.nr | Navn    | Kølen lagt      | Søsat             | Indgået           | Navngivet af                     | Skæbne   | Kaldesignal |
| ------ | ------- | --------------- | ----------------- | ----------------- | -------------------------------- | -------- | ----------- |
| L14    | Albion  | 23. maj 1998    | 9. marts 2001     | 9. juni 2009      | Prinsesse Anne af Storbritannien | Operativ | GDIU        |
| L15    | Bulwark | 27. januar 2000 | 15. november 2001 | 10. december 2004 | Lady Victoria Walker             | Operativ | GDIV        |